# The Whispers
The Whispers (Voces ocultas en Latinoamérica, Invisibles en España) es una serie de televisión estadounidense de ciencia ficción y drama creada por Soo Hugh, basada en la historia corta La hora cero, del libro El hombre ilustrado escrito por Ray Bradbury y producida por Steven Spielberg. Es protagonizada por Lily Rabe, Barry Sloane, Milo Ventimiglia y Kristen Connolly. La serie se centra en la carrera para derrotar a un enemigo invisible que planea destruir el mundo utilizando el recurso más preciado de la Tierra: los niños. Fue estrenada el 1 de junio de 2015.
El 22 de octubre de 2015, ABC anunció la cancelación de la serie.

## Argumento
Después de que una fuerza paranormal engaña a los niños para entrar en un misterioso y peligroso "juego" en orden de alcanzar la dominación mundial, comienza una carrera contrarreloj para derrotar a un enemigo invisible que planea destruir a la humanidad.

## Reparto
- Lily Rabe como Claire Bennigan.
- Barry Sloane como Wes Lawrence.
- Milo Ventimiglia como Sean Bennigan.
- Kristen Connolly como Lena Lawrence.[7]
- Derek Webster como el agente Jessup Rollins.
- Catalina Denis como la Dra. María Benavidez.
- Kylie Rogers como Minx Lawrence.
- Kyle Harrison Breitkopf como Henry Bennigan.
- Abby Ryder Fortson como Harper Weil.

## Episodios
| N.º | Título                                          | Dirigido por               | Escrito por                          | Fecha de emisión original | Audiencia (millones) |
| --- | ----------------------------------------------- | -------------------------- | ------------------------------------ | ------------------------- | -------------------- |
| 1   | «X Marks the Spot» «La X marca el punto exacto» | Mark Romanek y Brad Turner | Soo Hugh                             | 1 de junio de 2015        | 5.66                 |
| 2   | «Hide & Seek» «Que viene el coco»               | Charles Beeson             | Soo Hugh                             | 8 de junio de 2015        | 4.24                 |
| 3   | «Collision» «Colisión»                          | Charles Beeson             | Dean Widenmann                       | 15 de junio de 2015       | 3.90                 |
| 4   | «Meltdown» «Fusión del núcleo»                  | Guillermo Navarro          | Zack Estrin                          | 22 de junio de 2015       | 3.87                 |
| 5   | «What Lies Beneath» «Bajo la superficie»        | Matt Earl Beesley          | Holly Harold                         | 29 de junio de 2015       | 3.36                 |
| 6   | «The Archer» «El arquero»                       | PJ Pesce                   | Alison Tatlock                       | 6 de julio de 2015        | 3.36                 |
| 7   | «Whatever it Takes» «Lo que sea necesario»      | Holly Dale                 | Michael Russell Gunn                 | 13 de julio de 2015       | 3.55                 |
| 8   | «A Hollow Man»                                  | Kenneth Fink               | Daniel C. Connolly                   | 20 de julio de 2015       | 3.28                 |
| 9   | «Broken Child»                                  | Brad Turner                | Ubah Mohamed                         | 3 de agosto de 2015       | 2.77                 |
| 10  | «Darkest Fears»                                 | Ed Ornelas                 | Holly Harold y Dean Widenmann        | 10 de agosto de 2015      | —                    |
| 11  | «Homesick»                                      | Kenneth Fink               | Alison Tatlock y Michael Russel Gunn | 17 de agosto de 2015      | —                    |
| 12  | «Traveller in the Dark»                         | PJ Pesce                   | Soo Hugh y Daniel C. Connolly        | 24 de agosto de 2015      | —                    |
| 13  | «Game Over»                                     | Charles Beeson             | Zack Estrin y Ubah Mohamed           | 31 de agosto de 2015      | —                    |

## Desarrollo
El 23 de enero de 2014 se dio a conocer que la ABC ordenó la realización de un piloto bajo el nombre de The Visitors, escrito por Soo Hugh y producido por Amblin TV de Steven Spielberg, basado en La hora cero, del libro El hombre ilustrado escrito por Ray Bradbury. El 8 de mayo, la cadena eligió el piloto para desarrollar una serie.
Tras rodar el piloto en Los Ángeles, la serie se trasladó a Vancouver. La producción de la primera temporada concluyó el 20 de diciembre de 2014.

### Casting
El 18 de febrero de 2014, Derek Webster fue contratado como Jessup Rollins, un agente del FBI con un pasado de comportamiento difícil. El 20 de febrero se dio a conocer que Barry Sloane obtuvo el papel de Wes Lawrence, un agente del FBI y padre de familia que se ve envuelto en una batalla política con el fin de conseguir que el mundo tome medidas contra los invasores; así mismo se informó que Milo Ventimiglia fue contratado para interpretar a John Doe, un hombre sin memoria que hará todo lo posible por recuperar su identidad. El 21 de febrero, Catalina Denis y Kyle Harrison Breitkopf fueron anunciados como la Dra. Maria Benavidez y Henry Bennigan, respectivamente. El 24 de febrero, Lily Rabe fue contratada para interpretar a Claire Bennigan, una devota madre que lidia con la muerte de su esposo y especialista que colabora con el FBI en casos en los que hay niños involucrados. Finalmente, el 5 de marzo se dio a conocer que Brianna Brown fue contratada para interpretar a Lena Lawrence, esposa de Wes y madre que se revela como una luchadora implacable en orden de tener a su hija de vuelta. El 11 de junio de 2014, se dio a conocer que Brown dejaba la serie por «razones creativas». El 14 de julio, Kristen Connolly fue anunciada como el reemplazo de Brown.